# Rdest rdesnolistý
Rdest rdesnolistý (Potamogeton polygonifolius, syn. Potamogeton oblongus) je druh jednoděložné rostliny z čeledi rdestovité (Potamogetonaceae).

## Popis
Jedná se vodní rostlinu, patří mezi tzv. širokolisté rdesty, je zde nápadná hetorofylie, jinak vypadají listy ponořené a jinak listy plovoucí na hladině. Lodyha je cca do 70 cm dlouhá. Ponořené listy jsou jednoduché, střídavé, řapíkaté, až 20 cm dlouhé a 0,5 až 3 cm široké. Plovoucí listy jsou většinou řapíkaté, kopinatě eliptické, asi 1–5 (vzácněji až 7,5) cm dlouhé a do 3,5 cm široké. Palisty jsou vyvinuty, tvoří blanitý jazýček. Květy jsou v květenstvích, v 1,7–3,6 cm dlouhých klasech na stopkách. Okvětí není rozlišeno na kalich a korunu, skládá se ze čtyř okvětních lístků, většinou nenápadných, zelenavých až hnědavých, někteří autoři je však považují za přívěsky tyčinek. Tyčinky jsou čtyři, srostlé s okvětím. Gyneceum je apokarpní, složené ze čtyř plodolistů. Semeník je svrchní. Plodem je 2 až 4 mm dlouhá červenohnědá až rezavě hnědá nažka, na vrcholu s krátkým zobánkem.

## Rozšíření ve světě
Rdest rdesnolistý roste v Evropě, hlavně v jižní Skandinávii a v západní Evropě. V Asii je místy nahrazen příbuznými taxony, jako např. Potamogeton distinctus.

## Rozšíření v Česku
V ČR roste pouze v okolí Aše, kam zasahuje okrajem areálu. Jedná se o kriticky ohroženou rostlinu flóry ČR (kategorie C1). Jejím stanovičštěm jsou potoky a rašelinné tůňky.